# Municipio Rojas (Barinas)
Municipio Rojas (Pedro Manuel Rojas), es uno de los 12 municipios que integran el Estado Barinas de Venezuela. Se encuentra ubicado al centro de Barinas con una superficie de 1591 km² y una población de 45 717 habitantes (censo 2011). Su capital es Libertad. El curso de agua más importante es el Río Masparro. Fue nombrado en honor al General Pedro Manuel Rojas Mercado héroe de la Guerra Federal, nativo del pueblo de Santa Rosa.

## Localización
El municipio Rojas está situado en el centro-norte del estado Barinas, Venezuela. Su capital es la localidad de Libertad, y la jurisdicción municipal está conformada por cinco parroquias, todas integradas administrativamente bajo la capital mencionada.
El territorio está atravesado en su zona central por el caño Masparrito, que divide a la población en dos sectores, y es flanqueado al oeste por el río Masparrito, el cual constituye un importante afluente dentro de la red hidrográfica regional.

## Historia
La localidad de Libertad, actual capital del municipio Rojas en el estado Barinas, fue fundada entre los años 1820 y 1825 por familias provenientes del asentamiento conocido como Bijao Negro. Aunque no se dispone de una fecha exacta de fundación, se considera que el nombre Libertad fue adoptado en homenaje a la independencia de Venezuela.
El 1 de abril de 1851, la población fue erigida como cantón de la provincia de Barinas, y su establecimiento formal tuvo lugar el 5 de julio del mismo año. Una de las primeras manifestaciones institucionales del poblado fue la bendición de su iglesia parroquial, celebrada el día de Corpus Christi de 1825.
En el año 1900, Libertad fue designada como capital del efímero Estado Zamora, entidad territorial que agrupó los actuales estados Barinas y Apure, hasta su disolución en 1901.
Durante la Guerra Federal, específicamente en 1861, la región fue escenario de un enfrentamiento entre las fuerzas del general Pedro Manuel Rojas y las de Herrera, episodio que representa uno de los escasos registros históricos de relevancia documentados para la localidad en el siglo xix.

## Personajes Históricos
- El Fraile dominicano Tomas Rubio; primer religioso de Libertad.
- Justo Montejo; Presidente de la Sociedad Fraternal establecida en 1842.
- Cruz Alas. Presidente del primer Consejo Municipal del Cantón Libertad. 1851.
- General Pedro Manuel Rojas; General de La Guerra Federal, nacido en la población de Sta Rosa.
- Dr. Enrique Ignacio Gutiérrez, Fundador de la Tipografía Gutiérrez en 1896.
- Gral. Carlos Yordan Falcón; Presidente del estado Barinas en 1938 nativo de Libertad.
- Dr. Eduardo Padrón, primer redactor de “Ecos de Rojas” periódico fundado por primera vez el 15 de noviembre de 1904.
- Presbítero Manuel A. Niño. Párroco de libertad muerto el 8 de marzo de 1810, sus restos reposan en la iglesia parroquial.
- Dr. Esteban Terán, creador del Proyecto Turístico que hoy lleva su nombre.

### Economía
El Municipio Rojas cuenta con la presencia de cuatro parroquias en las cuales existe un potencial humano de suma confiabilidad, participativo, colaborador y por ende con grandes deseos de superación. En el Municipio como en zonas vecinas existen industrias implicadas en el proceso de producción de rubros agropecuarios. Esta zona es productora de ganado vacuno y en agricultura su mayor producción es el maíz, algodón, ajonjolí y otros productos de importancia para nuestra economía regional.

### Organización parroquial
| Parroquia        | Superficie | Población | Densidad |
| ---------------- | ---------- | --------- | -------- |
| Dolores          | km²        | hab.      | hab./km² |
| Libertad         | km²        | hab.      | hab./km² |
| Palacios Fajardo | km²        | hab.      | hab./km² |
| Santa Rosa       | km²        | hab.      | hab./km² |
| Simón Rodríguez  | km²        | hab.      | hab./km² |
| Municipio Rojas  | km²        | hab.      | hab./km² |

## Política y gobierno

### Alcaldes
| Período     | Alcalde               | Partido político / Alianza | % de votos | Notas |
| ----------- | --------------------- | -------------------------- | ---------- | --- |
| 1989 - 1992 | Amilcar de Jesús Diaz | AD                         | 52,49      | Primer alcalde bajo elecciones directas |
| 1992 - 1995 | Amilcar de Jesús Diaz | AD                         | 50,19      | Reelecto |
| 1995 - 2000 | luis (Tabaco) Garrido | AD                         | -          | Segundo alcalde bajo elecciones directas (se realizaron elecciones generales adelantadas en el 2000 debido a la aprobación de la Constitución de 1999) |
| 2000 - 2004 | Orlando Gómez         | MVR                        | 41,34      | Tercer alcalde bajo elecciones directas |
| 2004 - 2008 | Orlando Gómez         | MVR                        | 47,54      | Reelecto |
| 2008 - 2013 | Joel Meneses          | PSUV                       | 58,81      | Cuarto alcalde bajo elecciones directas (se postergan 1 año las elecciones municipales pautadas para finales del 2012)                                 |
| 2013 - 2017 | Adelsi Rodríguez      | JUAN BIMBA                 | 47,42      | Quinto alcalde bajo elecciones directas |
| 2017 - 2021 | Jorge Salcedo         | PSUV                       | 71,47      | Sexto alcalde bajo elecciones directas |
| 2021 - 2025 | Pedro Antonio Abreu   | UNT MUD                    | 49,56      | Séptimo alcalde bajo elecciones directas |

### Concejo Municipal

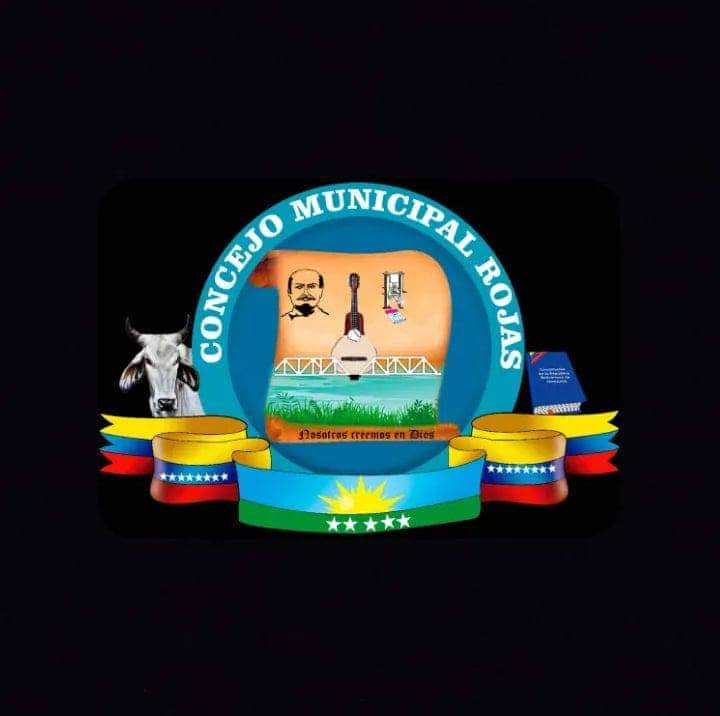
Escudo del Concejo Municipal (2021-2025).

Período 1989 - 1992
| Concejales:       | Partido político / Alianza |
| ----------------- | -------------------------- |
| José E. Zamudio   | AD                         |
| Humberto Celis    | AD                         |
| Sirsa Camacho     | AD                         |
| Dimas Nacar       | COPEI                      |
| Aristides Camargo | COPEI                      |
| Carlos Romero     | COPEI                      |
| Nazario Castillo  | MAS                        |

Período 1992 - 1995
| Concejales:       | Partido político / Alianza |
| ----------------- | -------------------------- |
| Miguel Terán      | AD                         |
| Elbano Zambrano   | AD                         |
| Tomasa Cordero    | AD                         |
| Yldegar Valero    | AD                         |
| Carlos Cazorla    | COPEI                      |
| Aristides Camargo | COPEI                      |
| Gilberto Mata     | COPEI                      |

Período 1995 - 2000
| Concejales:       | Partido político / Alianza |
| ----------------- | -------------------------- |
| Macario Unda      | AD                         |
| Juan Morales      | AD                         |
| Yiber Torres      | AD                         |
| Alnoldo Guevara   | AD                         |
| Marcos Gómez      | AD                         |
| Aristides Camargo | COPEI                      |
| Ramon Hernández   | COPEI                      |

Período 2013 - 2018
| Concejales        | Partido político / Alianza |
| ----------------- | -------------------------- |
| Rodolfo Hernández | PSUV                       |
| Ignacio García    | PSUV                       |
| Celso Hidalgo     | PSUV                       |
| Fidel Dorante     | JUAN BIMBA                 |
| Johnson Pérez     | JUAN BIMBA                 |
| Yorki Rivas       | JUAN BIMBA                 |
| Anselma Sánchez   | NOS                        |

Período 2018 - 2021
| Concejales          | Partido político / Alianza |
| ------------------- | -------------------------- |
| Nilka Ulacio        | PSUV                       |
| Ignacio García      | PSUV                       |
| José Manuel Viloria | PSUV                       |
| Carmen Reyes        | PSUV                       |
| José Luis Fria      | PSUV                       |
| Rodolfo Hernández   | PSUV                       |
| José Chavez         | PSUV                       |

Periodo 2021 - 2025
| Concejales:      | Partido político / Alianza |
| ---------------- | -------------------------- |
| Adamez Arévalo   | MUD                        |
| José Giron       | MUD                        |
| Oswaldo Escorcha | MUD                        |
| Juan Rodríguez   | MUD                        |
| Tito Mejias      | PSUV                       |
| Aida Gallardo    | PSUV                       |
| Elizabeth Matute | PSUV                       |